# فیلم سوپر ۸

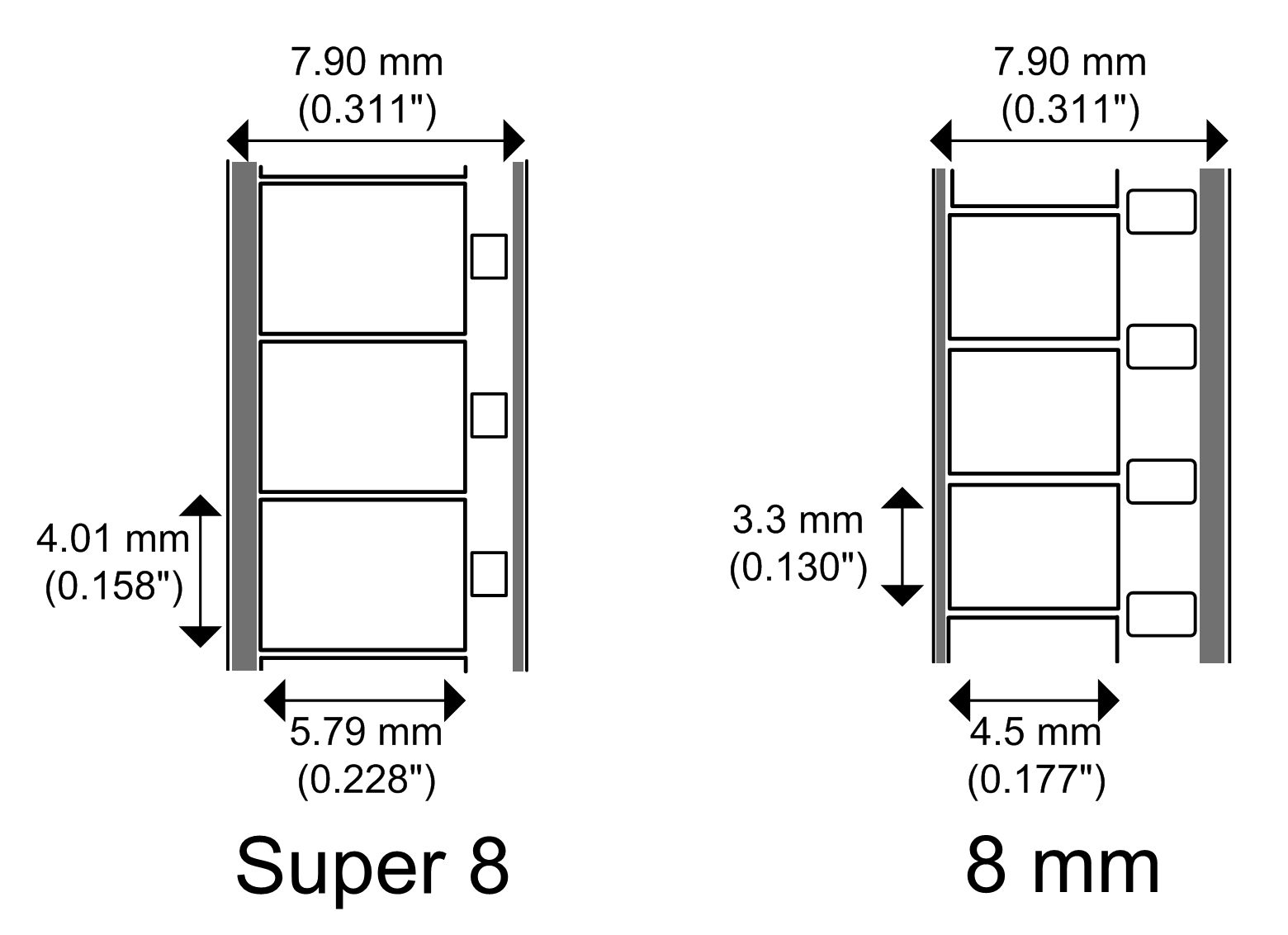
قالب‌های فیلم سوپر ۸ و ۸میلیمتری - نوارهای صدای مغناطیسی با رنگ خاکستری نشان داده شده‌اند. شکل نادرست اندازه‌گیری شده‌است: دیافراگم طرح S-8 برابر بkا ۰٫۲۱۱ "× ۰٫۱۵۸" است.

فیلم سوپر ۸میلیمتری یک قطع فیلم متحرک است که در سال ۱۹۶۵ توسط ایستمن کوداک به عنوان یک پیشرفت نسبت به قالب فیلم خانگی «دوبرابری» یا «عادی» قدیمی ۸ میلیمتری منتشر شد.
این فیلم به صورت اسمی ۸ میلی‌متر عرض دارد، همان فیلم قدیمی ۸ میلیمتری، اما ابعاد سوراخ‌های مستطیل شکل در امتداد یک لبه کوچک‌تر است، که باعث می‌شود فضای بیشتری در معرض قرار گیرد. استاندارد سوپر ۸ همچنین مرز مقابل سوراخ‌ها را برای یک نوار اکسیدی اختصاص می‌دهد که می‌توان صدا را به صورت مغناطیسی روی آن ضبط کرد.
برخلاف سوپر ۳۵ (که به‌طور کلی با تجهیزات استاندارد ۳۵ میلی‌متر سازگار است)، کوداک فیلم مورد استفاده برای سوپر ۸ با دوربین‌های فیلم استاندارد ۸ میلیمتری سازگار نیست.
انواع مختلفی از سیستم فیلم برای تصویربرداری استفاده می‌شود، اما فیلم نهایی در هر مورد دارای همان ابعاد است. محبوب‌ترین سیستم تاکنون سیستم کوداک بود.